# Műkő
A műkő elnevezés a 18. század óta számos, különböző módszerrel – kiégetéssel vagy cement és zúzott, porított anyagok keverésével – előállított kőszerű anyag, amit faragott kő helyett használnak építkezési, díszítési, ipari (pl. malomkő) és egyéb célokra.

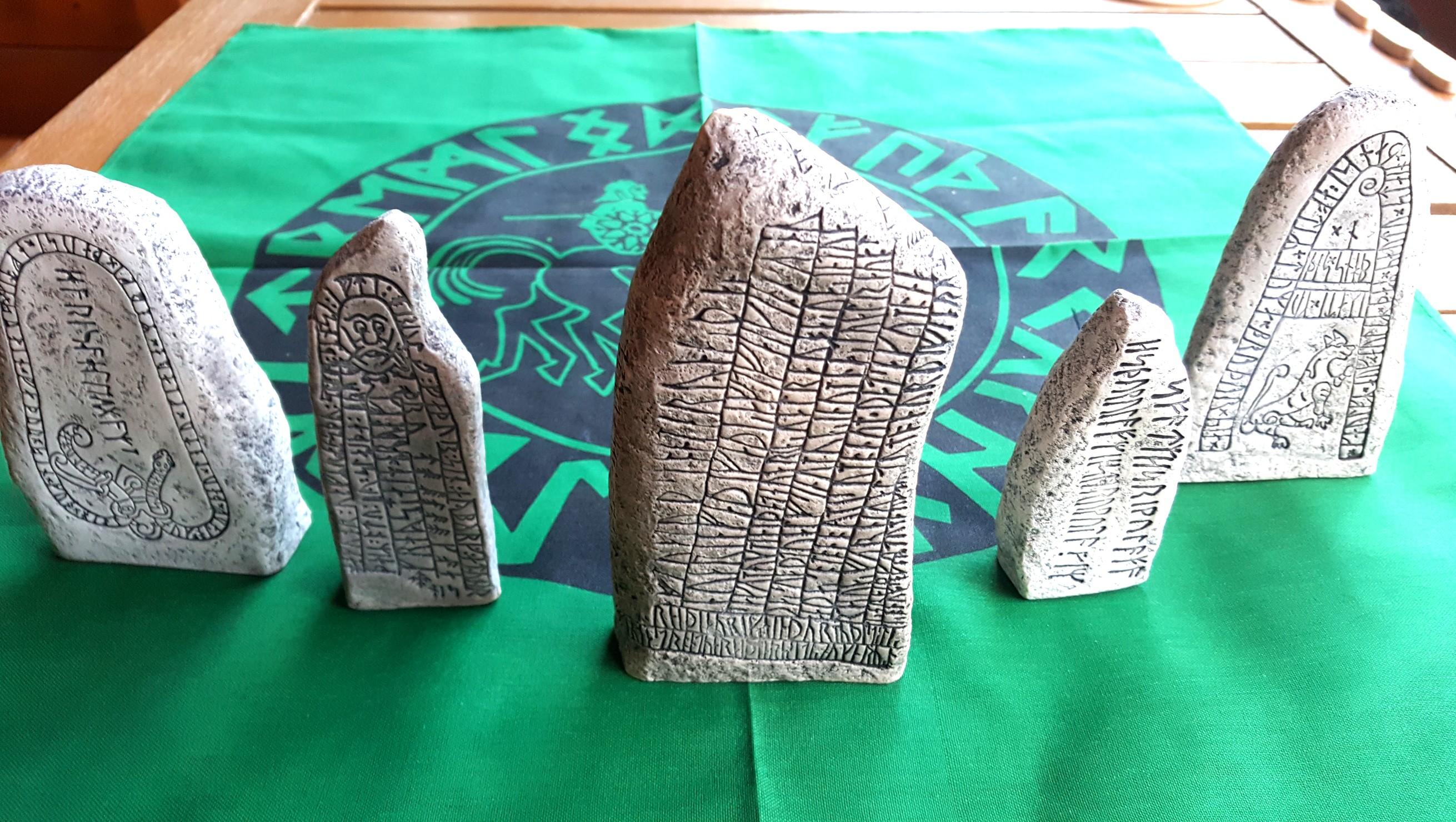
Öntött kőből készült svéd rúnakövek kicsinyített, részletes másolatai

## Története
Az egyik legkorábbi műkő az ún Coade-kő volt, Elinor Coade (1733-1821) találmánya, egy kiégetett kerámia, amit 1769 és 1833 között árultak. Később 1844-ben Frederick Ransome szabadalmaztatta saját szilikátkövét, ami homok, őrölt kovakő és alkinek keveréke volt. Ez a keverék magas hőmérsékleten meggőzölve önthetővé, könnyen alakíthatóvá vált, és sírköveket, malomköveket, vázákat, művészi kivitelű tárgyakat lehetett belőle készíteni.
A következő lépés az ún Viktória-kő volt, ami Mountsorrelből származó finom porrá őrölt gránit és Portland cement három az egyhez arányú keveréke volt, amit a kívánt öntőformába öntöttek. Amikor az anyag megkeményedett, akkor meglazították a formát és mintegy két hétre a még kötő blokkokat nátriumszilikát-oldatba helyezték, hogy az oldatot a készülő kő magába szívja és így keményebb, kevésbé porózusabb legyen. Ezzel a módszerrel a tengeri párának és a szennyezett városi levegőnek is ellenálló követ tudtak előállítani. A legtöbb modern műkő cement felhasználásával készül.

## Fajtái

### Cementalapú műkő
A cementalapú műkő kőzúzalékot, kőport tartalmaz, erős cementtel kötésben, adalékanyagokkal erősítve. A nagyobb kopásállóság, és fagyállóság elérése érdekében gyakran tömöríteni szokták. Ez történhet úgy, hogy géppel préselik, majd gyorsszárító kamrában szárítják, vagy sablonokba töltve rázóasztalon is tömöríthetik. Az ilyen műkövet használják sírkőként, vagy szabadtéri burkolásra (térkő), de készülhet belőle korlát, párkány, könyöklő, lépcső, lábazat, oszlop, terrazzo, palidó.
A felület a durván csiszolttól a fényezett kivitelig terjedhet. A lépcsőt csúszásmentesíteni szokták az úgynevezett stokkolással. A pekkelést manapság már nem alkalmazzák a lábazatokon.
A szemcse szerkezet fehér szemcséi mészkő őrleményből vannak.

## Fordítás
Ez a szócikk részben vagy egészben  az   Artificial stone című angol Wikipédia-szócikk fordításán alapul.  Az eredeti cikk szerkesztőit annak laptörténete sorolja fel. Ez a jelzés csupán a megfogalmazás eredetét és a szerzői jogokat jelzi, nem szolgál a cikkben szereplő információk forrásmegjelöléseként.